# Юліан Померій
Юліан Померій - християнський священник з Галлії, що жив і працював у 5-му столітті н.е.. Створив п'ять трактатів, з яких зберігся лише один, De Vita Contemplativa. Відомий у риториці та граматиці. Дружив з Еннодієм та Рурицієм. Ймовірно втік з Мавританії, Північної Африки до Галлії, щоб врятуватися від вандалів, наприкінці століття. Став абатом і вчителем риторики в Арлі, де став відомим як учитель Цезарія, великого охоронця вчення Августина Августина. Відомо, що їх титули, ймовірно, підкреслювали аскетичність.
Мері Жозефіна Зюльцер сказала про Померія у своїй книзі 1947 року «Юліан Померій, споглядальне життя» :

## De Vita Contemplativa
- Перша книга трактату була заснована на питанні про те, чи міг священнослужитель, замішаний пастирськими обов’язками, коли-небудь отримати нагороду святого, який відійшов від світу.
- Друга книга трактату детально описує активне життя хорошого священика, застерігаючи від жадібності та пропагуючи стриманість.
- Третя книга була менш спеціально орієнтована на священиків і була застосовна до всіх християн, як мирян, так і духовенства. Він окреслив чотири основні пороки: гордість, жадібність, заздрість і марнославство, з яких гордість вважалася найбільшою.
- Третя книга також розглядала чотири чесноти: поміркованість, справедливість, силу духу та розсудливість.
- Ця частина трактату схожа на християнський посібник, а поради більше практичні, ніж теоретичні.

### Листування з Рурицієм
З їхнього листування видно, що Рурицій молодший за Померія, але має вищий ранг у церкві:
Можливо, ти здивувався, що я писав твоєму шанобливому братові... тому що, як ти старший за віком, так і ти менший за рангом.
Листи Руриція до Померія майже нагадують проповідь, оскільки він бере приклади з Біблії, щоб виправдати свої власні дії:
Це відбувається для того, щоб божественні справи були передані людству і щоб людська діяльність могла брати участь у божественності, згідно з цими словами апостола.

### Вплив Померія на раннє середньовіччі
З середини VIII століття до середини IX, текст Померія мав сильний вплив на читачів з імперії Каролінгів. Видатні церковні письменники цієї епохи, в тому числі Хродеганг з Меца, Паулін Аквілейський, Галітгар Камбрейський і Йона Орлеанський, черпали з Померія, хоча ці письменники часто помилково приписували цитати з De vita contemplativa Просперу Аквітанському. Робота Померія також часто використовувалася в актах, що виникли в результаті церковних соборів, що відбулися між 813 і 836 роками.

## Зовнішні посилання
- Юлій Померіус, Рецензії на книгу «Споглядне життя».
- Опера Omnia від Migne Patrologia Latina з аналітичними покажчиками